# Michael Booker (pattinatore)
Michael Robert Booker (Londra, 16 aprile 1937) è un ex pattinatore artistico su ghiaccio britannico, specializzato nel singolo.
È nato nel Borgo metropolitano di Islington, Londra.

## Palmarès

### Europei
- 3 medaglie:
  - 2 argenti (Budapest 1955; Parigi 1956)
  - 1 bronzo (Vienna 1957)